# برایان سینگرمن
برایان سینگرمن (انگلیسی: Brian Singerman؛ زادهٔ) سرمایه‌گذار و کارآفرین اهل ایالات متحده آمریکا است، که در سال ۲۰۰۵ شرکت فاندرز فاند را تأسیس کرد.